# موزامبیک
موزنبیق یا موزامبیک (به پرتغالی: Moçambique) با نام رسمی جمهوری موزامبیک (به پرتغالی: República de Moçambique) کشوری در جنوب خاوری قارهٔ آفریقاست و پایتخت آن ماپوتو است. جمعیت این کشور نزدیک به ۳۱٫۱ میلیون نفر است. زبان رسمی این کشور پرتغالی و واحد پول آن متیکال موزامبیکی است. این کشور از شمال با تانزانیا، از باختر، شمال و خاور با مالاوی و از شمال باختری با زامبیا، از باختر با زیمبابوه و از باختر و جنوب با آفریقای جنوبی و از جنوب باختری با اسواتینی همسایه‌است و از سوی خاور به اقیانوس هند می‌رسد.
موزامبیک ابتدا توسط امپراتوری پرتغال مستعمره شد و سپس بعداز استقلال ۱۹۷۵ این کشور تبدیل به یک حکومت کمونیستی شد. بعدها کمبود آب به دلیل پدیده آب و هوایی ال‌نینو در موزامبیک موجب تلف شدن دام‌ها و خشک شدن مزارع شد. بیماری نیز در سراسر موزامبیک انسان‌های زیادی را از پا درآورد. همچنین یک جنگ داخلی نیز شکل گرفته بود. در سال ۱۹۹۴ نخستین انتخابات چندحزبی در این کشور برگزار شد و از آن زمان موزامبیک ثباتی نسبی را تجربه کرده‌است. نرخ بیکاری در این کشور ۲۱ درصد است و ۷۰ درصد از مردم این کشور زیر خط فقر زندگی می‌کنند.
۵۶ درصد از مردم موزامبیک مسیحی، و حدود ۱۸ درصد مسلمان هستند.

## تاریخ

پرچم آفریقای خاوری پرتغال

موزامبیک در قرن شانزدهم میلادی مستعمره پرتغال شد. در سال ۱۹۷۵ این کشور استقلالش را به دست آورد. موزامبیک در ۲۵ ژوئن ۱۹۷۵ و در پایان جنگ‌های استقلال تحت نام جمهوری خلق موزامبیک و با یک نظام کمونیستی تشکیل شد.
جمهوری موزامبیک کشوری در جنوب شرقی آفریقا است که طی سال‌های گذشته از قوانین استعماری، جنگ‌های داخلی و قحطی آسیب زیادی دیده‌ است.
در فاصله سال‌های ۱۹۷۷ تا ۱۹۹۲ درگیری‌های داخلی در این کشور باعث کشته شدن نزدیک به یک میلیون نفر از مردم این کشور شد. در این مدت قحطی نیز گریبان مردم را گرفت.
این درحالی بود که قحطی و بیماری نیز در کنار جنگ داخلی به مردم هجوم آورده بود. این شرایط موزامبیک را در آستانه انحطاط کامل قرار داده بود ولی قرارداد مصالحه بین طرفهای درگیر امید برای بازگشت آرامش به این کشور را تقویت کرد. پس از مصالحه و برقراری آرامش در کشور در سال ۱۹۹۲ اندکی وضعیت اقتصادی بهبود پیدا کرد و سرمایه‌گذاران خارجی برای سرمایه‌گذاری در این کشور ترغیب شدند اما همچنان بسیاری از مردم این کشور در فقر به سر می‌برند. گرچه موزامبیک پس از آشتی ملی در سال ۱۹۹۲ به یک آرامش سیاسی رسید ولی هیچگاه طعم رفاه و امنیت اجتماعی را نچشید. در چنین شرایطی 'رنامو' که با حمایت برخی کشورهای خارجی به مدت ۱۶ سال یکی از عوامل عمده ایجاد و هدایت جنگ داخلی در موزامبیک بوده بار دیگر رهبران سیاسی کنونی را به بروز یک آشوب جدید تهدید کرده‌است. نیروهای وفادار به 'رنامو' در ایالتی در غرب موزامبیک با نیروهای نظامی این کشور درگیر شدند که در پی این حادثه ۴۵ تن از نظامیان کشته شدند. بی‌ثباتی سیاسی در کنار نابسامانی‌های اجتماعی و اقتصادی در موزامبیک موجب شده‌است که این کشور با گذشت چهار دهه استقلال، همچنان از آرامش و ثبات سیاسی و اقتصادی دور بماند.

## جغرافیا
جمهوری موزامبیک با ۸۰۱٬۵۹۰ کیلومتر مربع در جنوب شرقی آفریقا و در همسایگی تانزانیا، سوازیلند،آفریقای جنوبی ، مالاوی، زامبیا و زیمبابوه قرار دارد. مساحت موزامبیک حدوداً اندازه مساحت ترکیه است.
موزامبیک را جلگهٔ بزرگ موزامبیک فراگرفته‌است و تنها قسمت‌های از شمال غربی آن کوهستانی است. ساحل شرقی آن پست بوده ولی نواحی دیگر آن حالت فلاتی دارد. ارتفاعاتی هم در شمال و غرب آن واقع است. رودهای آن به‌ویژه زامبزی از فلات موزامبیک سرچشمه می‌گیرد و به سوی آفریقای مرکزی روانه می‌گردد. بخش مهمی از موزامبیک را جنگل فرا گرفته‌است، نقاط کوهستانی، آب و هوای معتدل و بقیه نقاط آب و هوای گرم و مرطوب دارد.
موزامبیک از نظر ناهمواری‌های جغرافیایی توسط رود زامبزی به دو منطقه تقسیم شده‌است. در سمت شمال این رودخانه، نوارهٔ باریک ساحلی جای خود را به تپه‌های داخلهٔ کشور و دشت‌های پست می‌دهد. بلندی‌های سخت‌گذر در سمت غرب این نواحی واقع شده‌اند.
در جنوب رود زامبزی، زمین‌های پست پهنای بیشتری دارند و در جنوبی‌ترین نواحی کشور فلات ماشونالند و کوهستان لبومبو قرار گرفته‌اند.

موزامبیک در جنوب قاره آفریقا
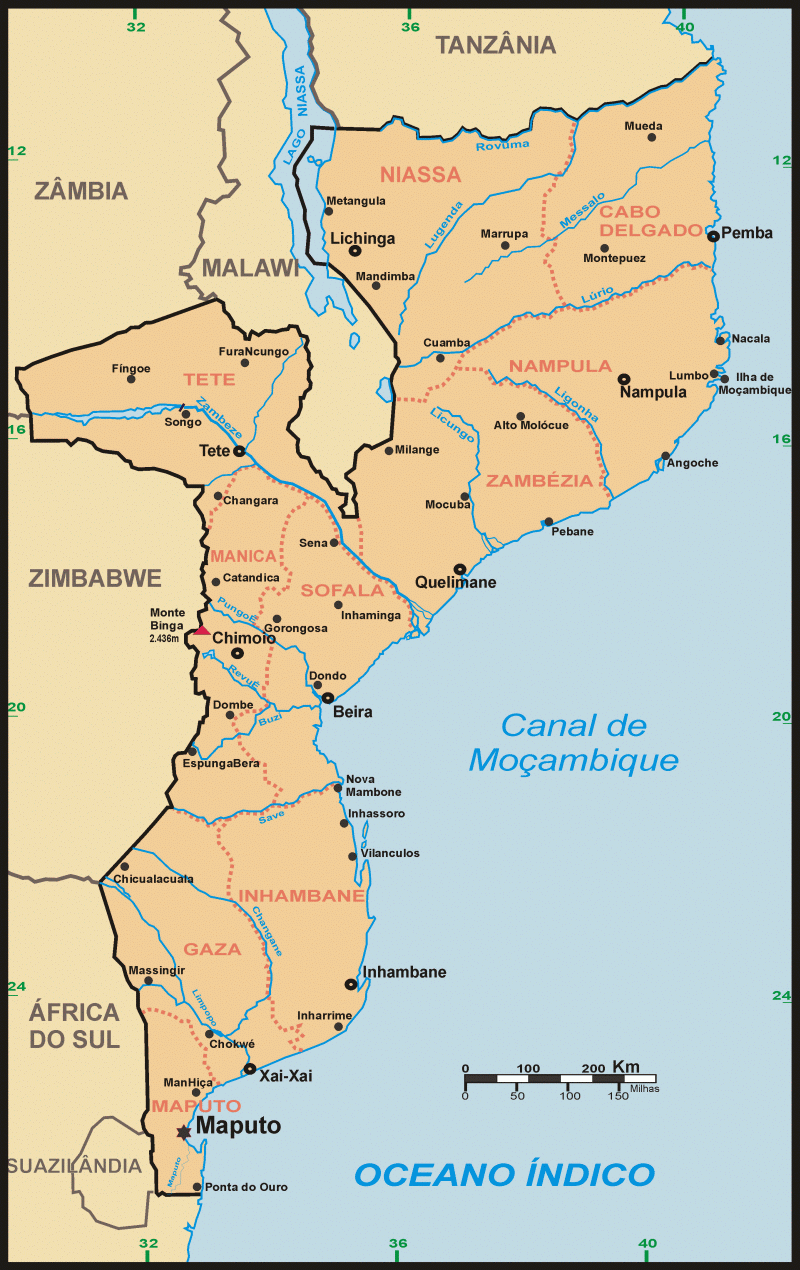
نقشه سیاسی
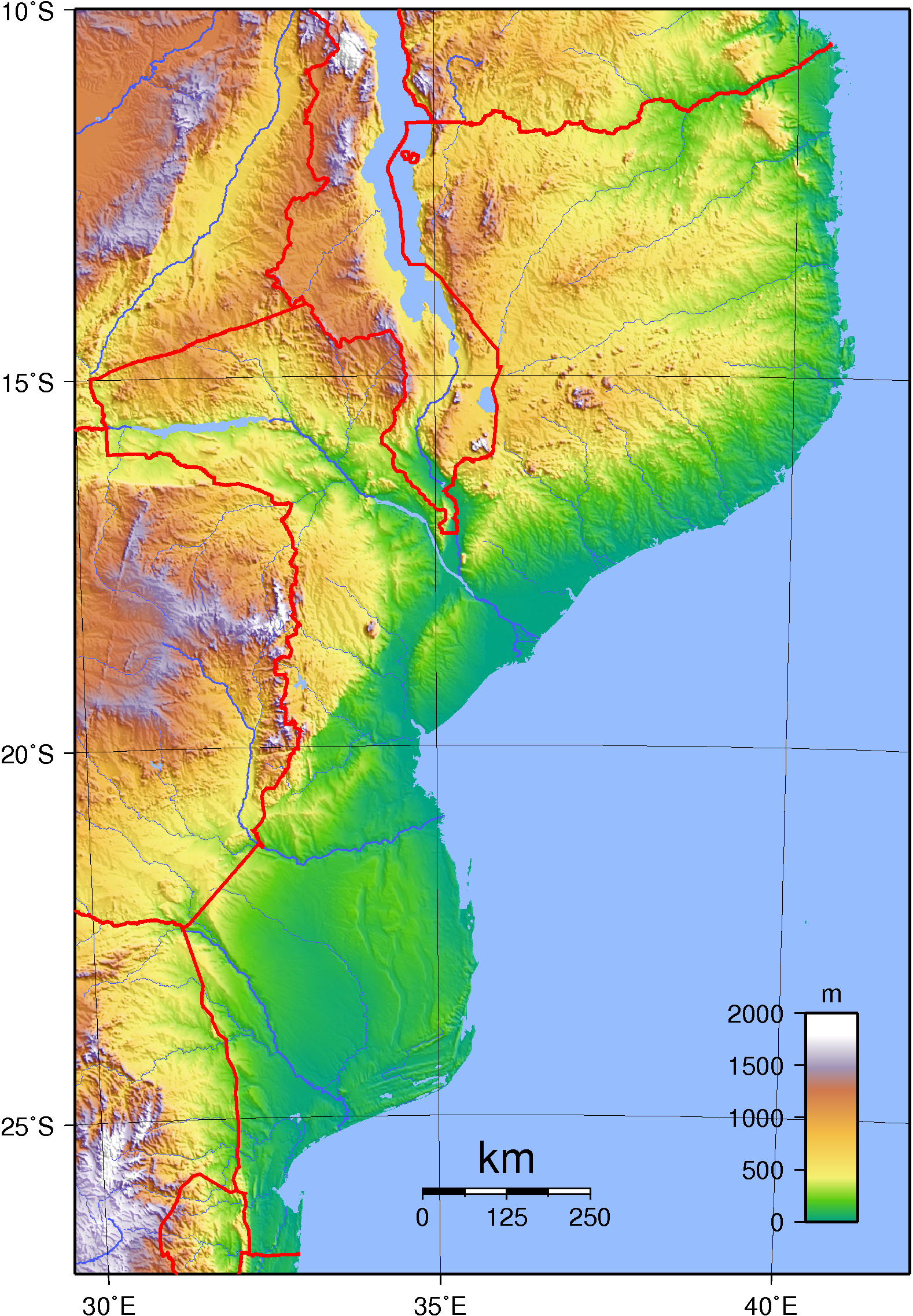
نقشه ناهمواری‌ها
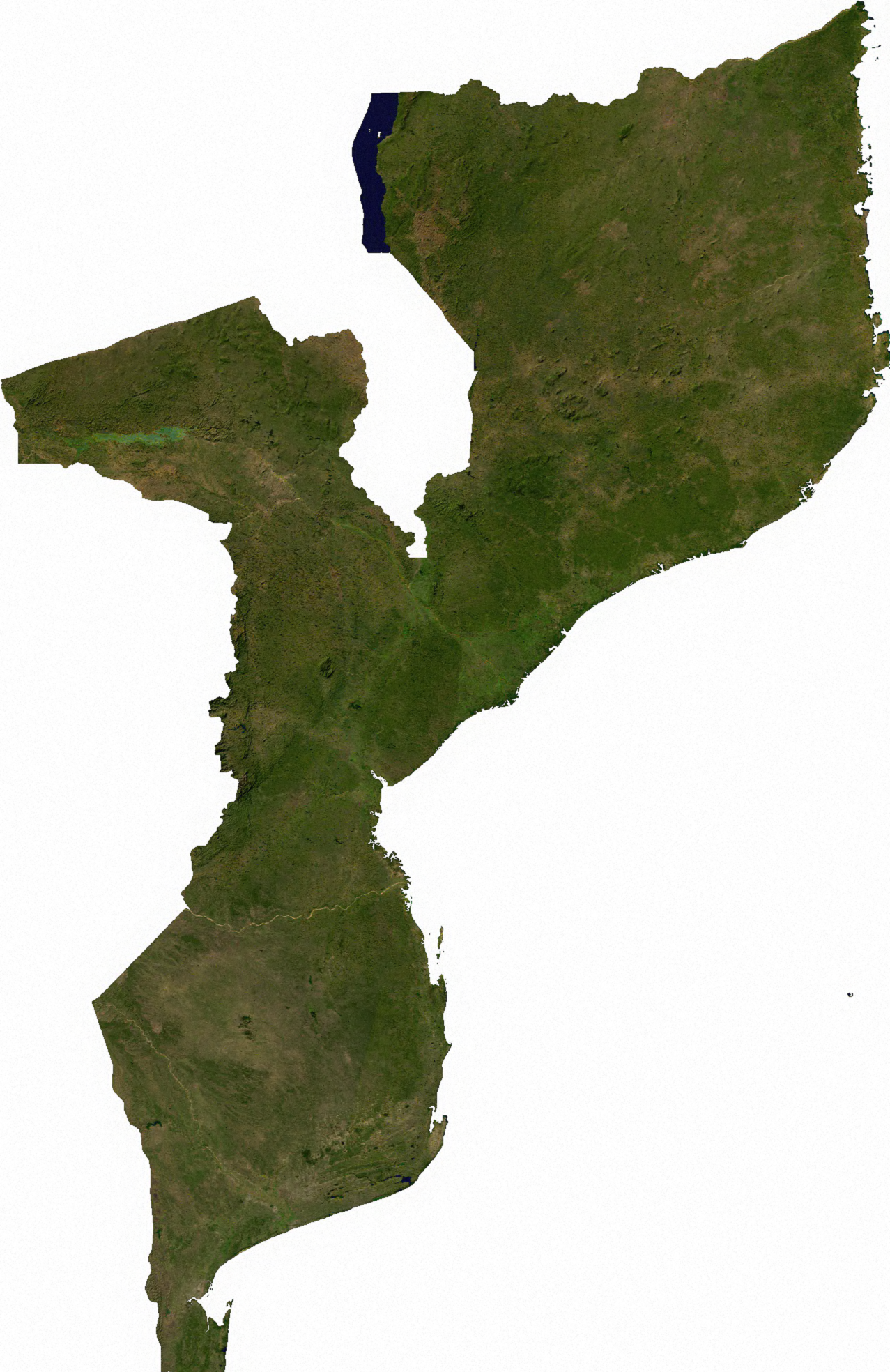
دید ماهواره‌ای از موزامبیک

## تقسیمات کشوری
موزامبیک به ۱۰ استان (provincias) تقسیم شده که این استان‌ها نیز به نوبه خود به ۱۲۹ شهرستان (distritos) تقسیم گشته‌اند. شهرستان‌ها نیز از ۴۰۵ بخش (Postos Administrativos) و بخش‌ها نیز تعداد زیادی دهستان (Localidades) تشکیل شده‌اند.
پایتخت کشور (cidade capital) نیز در تقسیمات کشوری موزامبیک جایگاهی جدا دارد و جزئی از استان خاصی نیست.
از سال ۱۹۹۸ میلادی ۵۳ شهرداری ویژه (Municípios) نیز در این کشور تشکیل شده‌است.

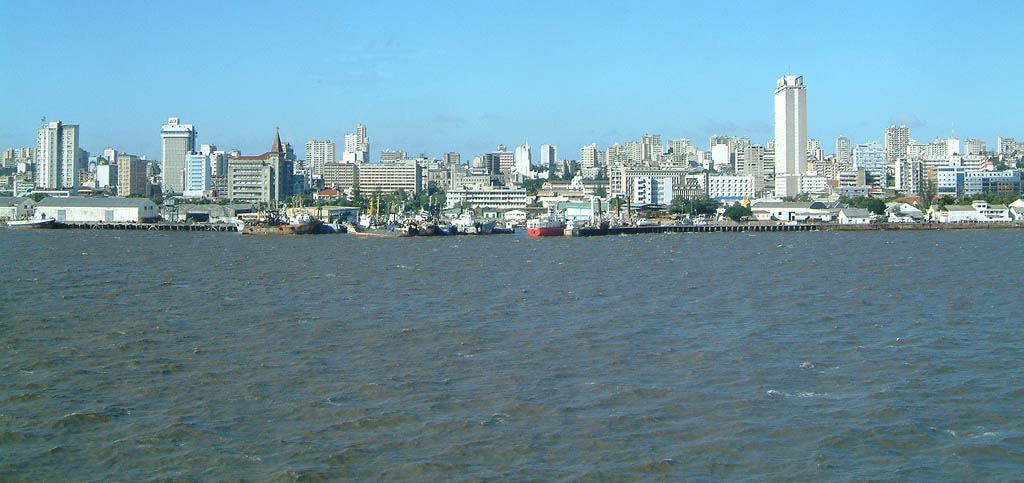
نمایی از شهر ماپوتو، پایتخت کشور. وضعیت این شهر در تقسیمات کشوری از استان ماپوتو جداست.

| 1. نیاسا 2. استان کابو دلگادو 3. استان نامپولا 4. تته 5. استان زامبزیا 6. مانیکا 7. استان سوفالا 8. استان گازا 9. استان اینهامبانه 10. ماپوتو (شهر) 11. ماپوتو | تقسیمات کشوری موزامبیک |

## سیاست

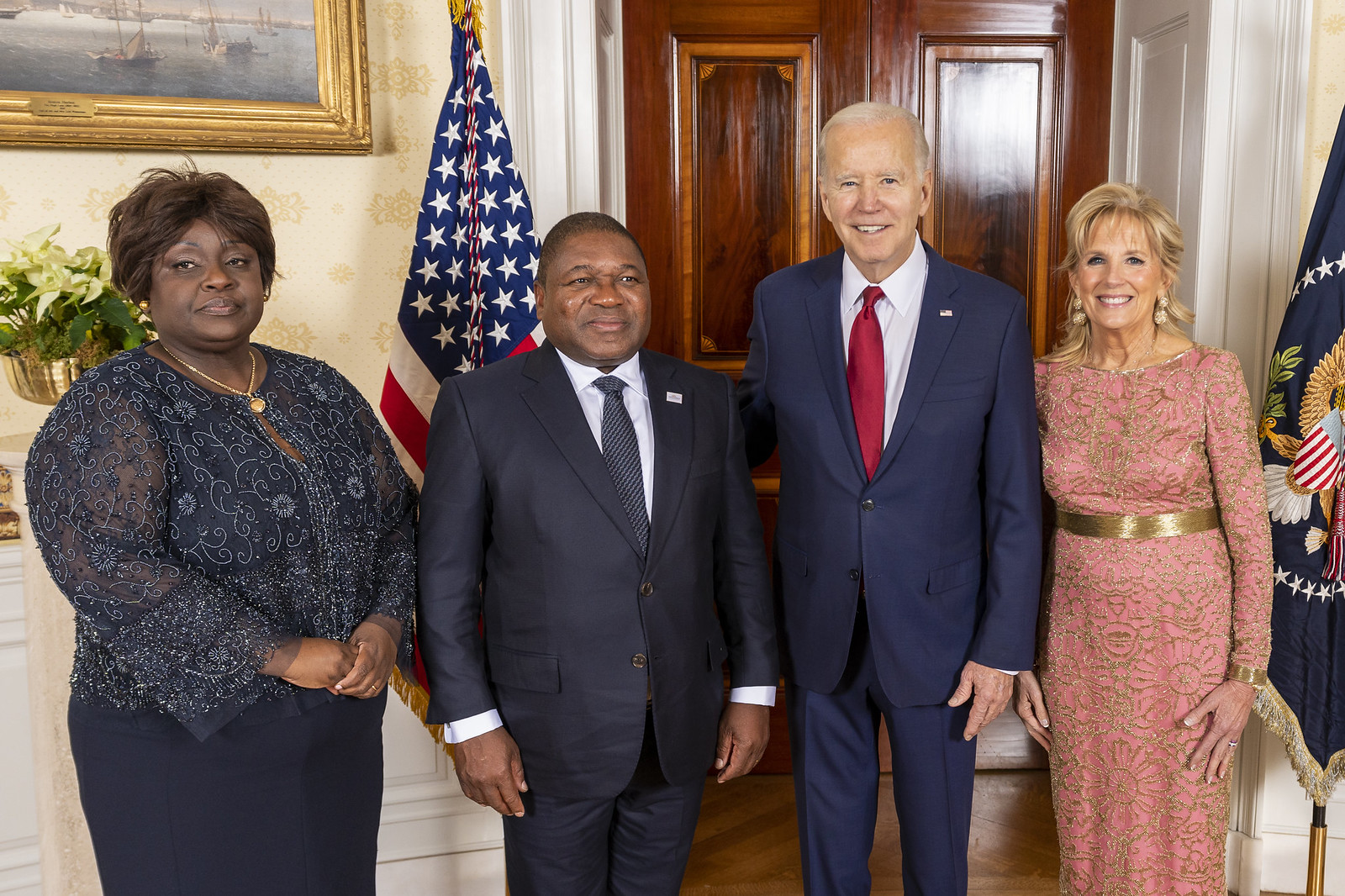
فیلیپ نیوسی رئیس‌جمهور موزامبیک و بایدن رئیس‌جمهور وقت ایالات متحده، دسامبر ۲۰۲۲‏

رئیس‌جمهور در این کشور رئیس حکومت است و با رای مردم برای دوره‌ای پنج ساله انتخاب می‌شود. طول دوره ریاست جمهوری در موزامبیک ۵ سال است. رئیس دولت نخست‌وزیر است که رئیس‌جمهور او را تعیین می‌کند.
مجلس قانونگذاری این کشور ۲۵۰ کرسی دارد که نمایندگان آن با رای مستقیم مردم برای دوره‌ای پنج ساله انتخاب می‌شوند.
در حال حاضر رئیس‌جمهور از حزب انقلابی فری لیمو جانشین چیسانو گردیده‌است.
در سال ۱۹۹۴ نخستین انتخابات چندحزبی در این کشور برگزار شد و از آن زمان موزامبیک ثباتی نسبی را تجربه کرده‌است.

## اقتصاد

رشد تولید ناخالص داخلی موزامبیک میان سال‌های ۱۹۶۰ تا ۲۰۱۷

تولید ناخالص داخلی این کشور ۱۴٫۷۱۷ میلیارد دلار است.
۹ میلیون و ۶۰۰ هزار نفر نیروی کار این کشور را تشکیل می‌دهند که ۷۰ درصد آنها در بخش کشاورزی کار می‌کنند.
نرخ بیکاری در این کشور ۲۱ درصد است و ۷۰ درصد از مردم این کشور زیر خط فقر زندگی می‌کنند. در سال ۲۰۰۷ نرخ تورم در موزامبیک ۸ درصد بود.
مجموع صادرات این کشور در سال ۲۰۱۹ معادل ۵٫۸۷۸ میلیارد دلار و واردات آن ۸٫۲۷ میلیارد دلار بوده‌است.

محصولات صادراتی آن شامل آلومینیوم، میگو، بادام هندی، پنبه، شکر، مرکبات و الوار است که به کشورهای هلند (۵۹٫۷ درصد)، آفریقای جنوبی (۱۵٫۲ درصد) و زیمبابوه (۳٫۲ درصد) صادر می‌شود.

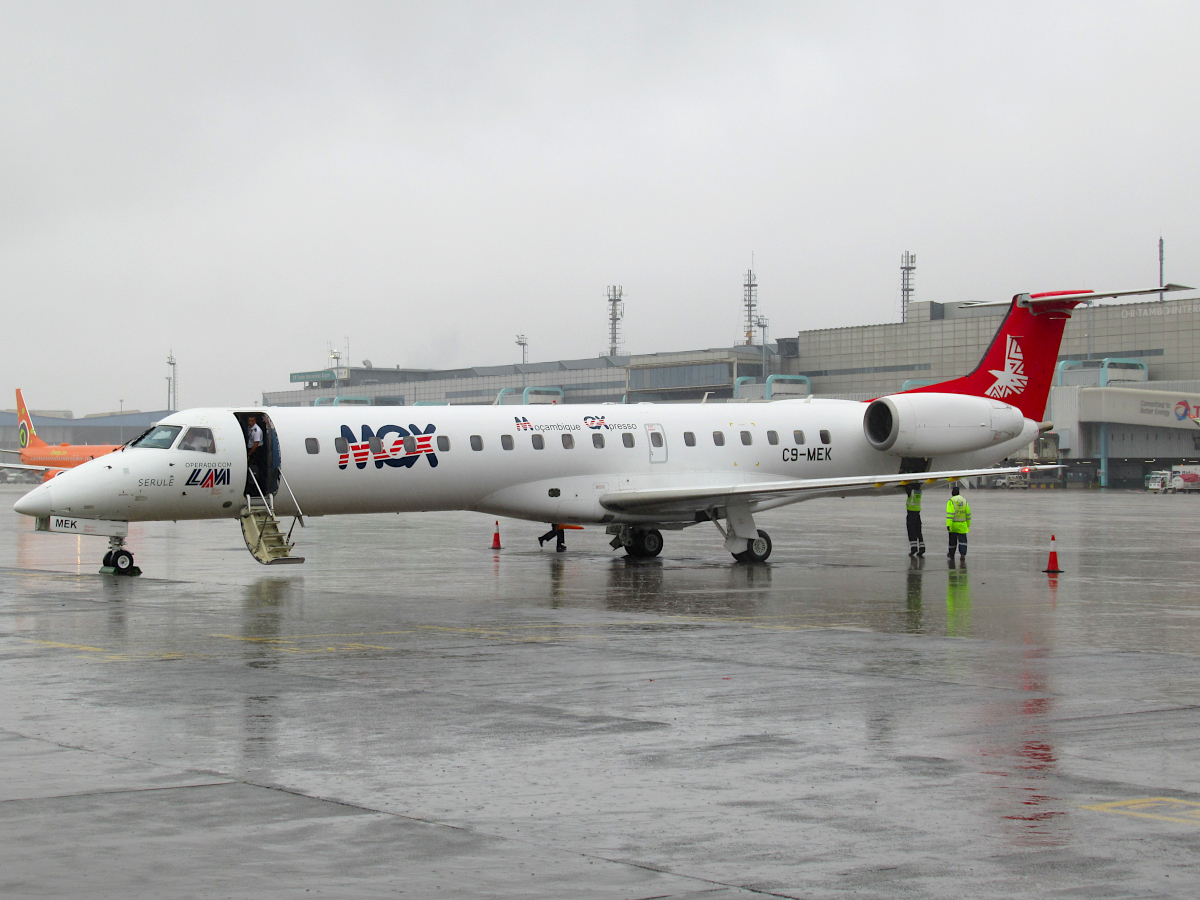
موزامبیک اکسپرسو، شرکت هواپیمایی

محصولات وارداتی آن شامل ماشین‌آلات و تجهیزات، وسایل نقلیه، سخت، مواد شیمیایی، آهن‌آلات، مواد غذایی و منسوجات است که از کشورهای آفریقای جنوبی (۳۶٫۳ درصد)، هلند (۱۵٫۶ درصد) و پرتغال (۳٫۳ درصد) وارد می‌شود.
براساس برخی برآوردهای صورت گرفته ذخایر گازی کشور موزامبیک که شامل شیل گاز نیز می‌شود، ۲۵۰ تریلیون مترمکعب است. شماری از شرکت‌های نفتی خارجی از جمله شرکت آمریکایی انادرکو و انی ایتالیا مشغول فعالیت اکتشافی در موزامبیک هستند.
کشور فقیر موزامبیک که در آن دو سوم مردم کمتر از یک پوند در روز درآمد دارند، شدیداً مقروض بوده که پرداخت‌های کمکی مستقیم جامعه بین‌الملل به دولت این کشور بعد از جنجال بر سر رسوایی فساد دولت در ارتباط با یک وام محرمانه یک و نیم میلیارد پوندی به حال تعلیق درآمد.

## محیط زیست

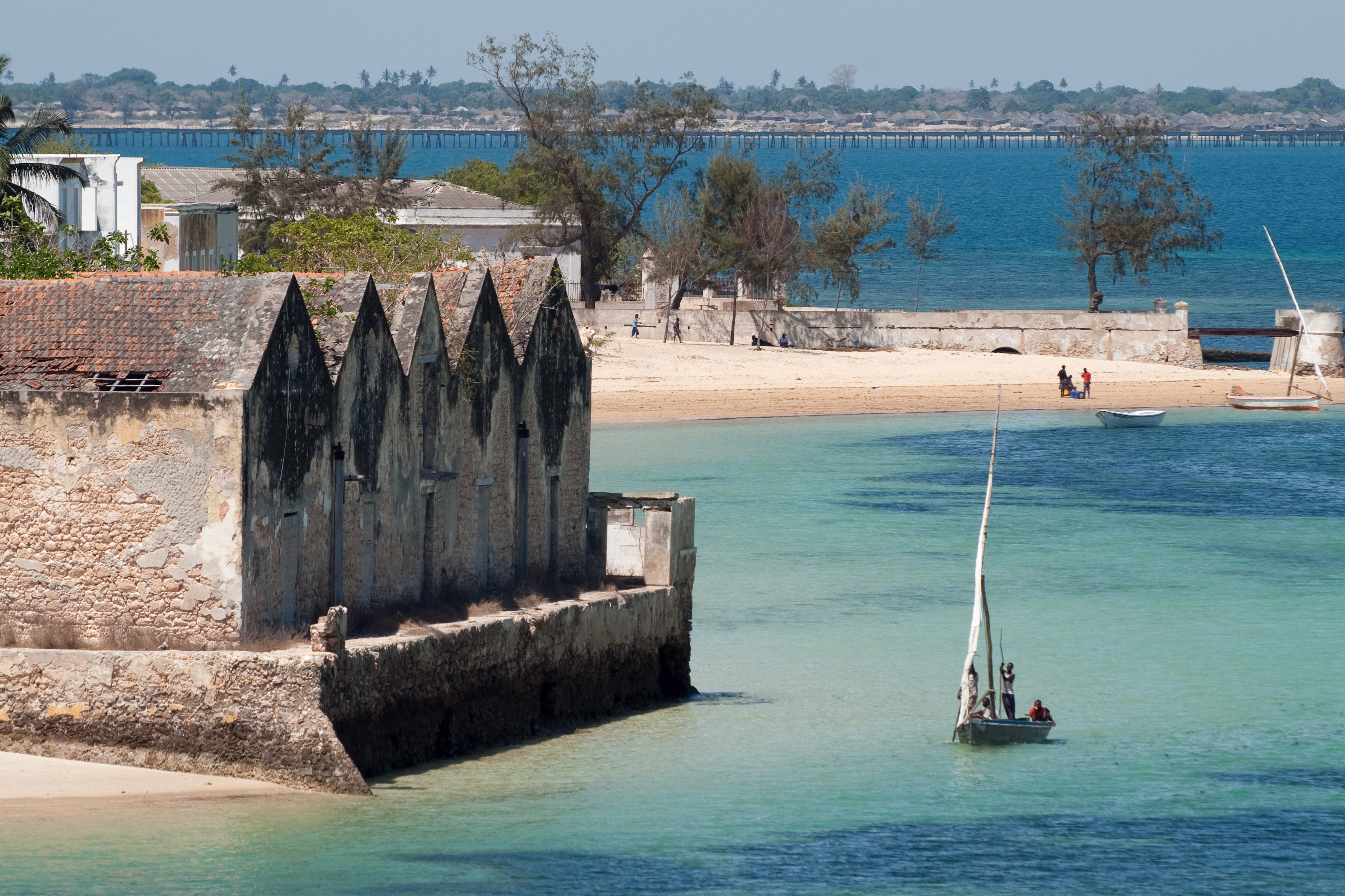
جزیره موزامبیک در استان نامپولا

پارک ملی نیاسا، بزرگ‌ترین منطقه حفاظت‌شده موزامبیک که با همکاری انجمن حفاظت از حیات وحش (WCS) و مقامات موزامبیک اداره می‌شود، دو برابر پارک ملی «کروگر» در آفریقای جنوبی وسعت دارد.
سازمان‌های تبهکار در موزامبیک سالانه ۱۵۰۰ تا ۱۸۰۰ راس فیل را با هدف فروش عاج به کشورهای خاور دور، قتل‌عام می‌کنند. طرفداران محیط زیست هشدار می‌دهند که کشتار فیل‌ها در موزامبیک به یک صنعت تبدیل شده و این اتفاق در سطح گسترده‌ای در حال رخ دادن است. در این صورت بیم این می‌رود که جمعیت فیل‌های موزامبیک ظرف تنها یک دهه به کلی منقرض شود.

## مردم

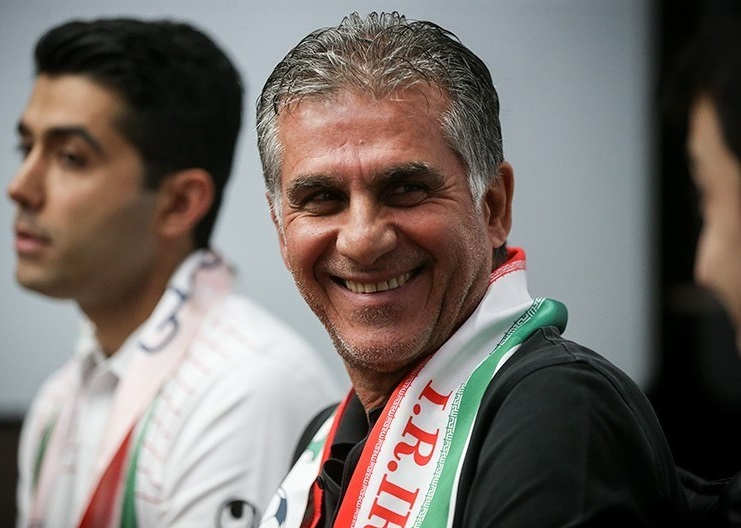
کارلوس کی‌روش مربی فوتبال متولد موزامبیک پرتغال (موزامبیک کنونی)

جمعیت این کشور ۳۱٬۱۲۵٬۰۰۰ نفر با میانگین سنی ۱۷٫۶ سال است. امید به زندگی برای زنان موزامبیکی ۶۵ سال و برای مردان ۵۹ سال است.
برپایه سرشماری سال ۲۰۰۷ مسیحیان تا ۵۶٫۱٪ از جمعیت موزامبیک، و مسلمانان ۱۷٫۹ درصد از جمعیت را تشکیل می‌دهند. ۷٫۳ درصد از مردم باورهای دیگر، به‌ویژه روح‌باوری، را دنبال می‌کنند. ۱۸٫۷٪ از جمعیت نیز بدون اعتقادات مذهبی هستند.
بر اساس آمارهای سال ۲۰۰۳ میلادی ۱۲٫۲ درصد از مردم این کشور به بیماری ایدز مبتلا هستند. ۲۳٫۸ درصد از مردم مسیحی کاتولیک و ۱۷٫۸ درصد مسلمان هستند.
۳۸٪ جمعیت در مناطق شهری زندگی می‌کنند.
| شهر             | جمعیت (۲۰۲۰) |
| --------------- | ------------ |
| ماپوتو (پایتخت) | ۱٬۱۹۱٬۰۰۰    |
| بیرا            | ۵۳۰٬۰۰۰      |
| نامپولا         | ۳۸۸٬۰۰۰      |
| کیمویو          | ۲۵۶٬۰۰۰      |
| ناکالا          | ۲۲۴٬۰۰۰      |

## ارتباطات

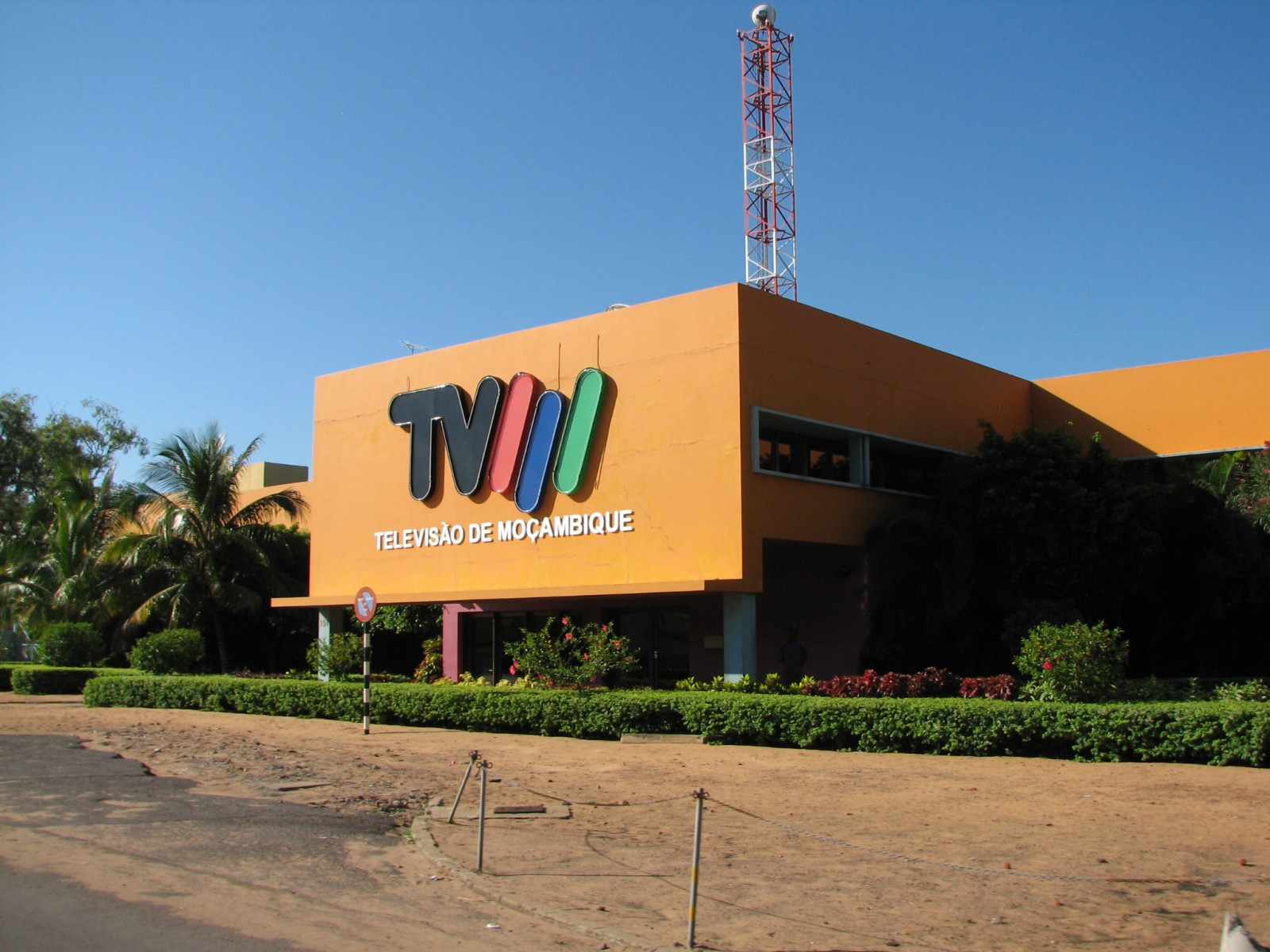
ایستگاه تلویزیونی TVM در ماپوتو

در این کشور ۶۷۰۰۰ خط تلفن ثابت و ۲۳۳۹۰۰۰ خط تلفن همراه وجود دارد.
موزامبیک ۱۵۲۳۱ میزبان اینترنتی و ۱۷۸۰۰۰ کاربر دارد.
- دامنه اینترنتی: mz.
- واحد پول: متیکال
- پیش‌شماره: ۲۵۸ +